# مارجريتا جوكوفا
مارجريتا جورجييفنا جوكوفا (6 يونيو 1929، مينسك - 13 ماي 2010، موسكو) (بالروسية: Маргарита Георгиевна Жукова) هي مدرسة وعالمة سوفيتية-روسية.
كانت عضوًا في اتحاد الصحفيين الروس، لها مجموعة من المنشورات عن والدها غيورغي جوكوف.
في عام 1948 ولجت كلية الحقوق في جامعة موسكو الحكومية. عملت في قسم الاقتصاد السياسي في معهد موسكو للطاقة. خبرتها العملية الإجمالية 35 سنة: 9 سنوات في معهد هندسة الطاقة في موسكو و 26 سنة في معهد موسكو للمعادن. كانت أستاذ مشاركة. منذ عام 1963، كانت عضوًا في الجمعية التعليمية «المعرفة».
في نوفمبر 1999، تم تسجيلها مرشحة لعضوية مجلس الدوما في دائرة مايتشي كمرشحة مستقلة.